# A2 Multimedia
A2 Multimedia sp. z o.o. – polska firma mediowa zajmująca się produkcją i dystrybucją formatów wideo dla Internetu. Została założona w styczniu 2008 roku przez spółki ATM Grupa oraz Agora SA, obydwie posiadają 50% udziałów w A2 Multimedia.
Firma posiada też swój własny portal TiVi.pl, na którym można obejrzeć wszystkie produkcje firmy. Niektóre jej produkcje doczekały się emisji w telewizji, np. Klatka B i Baśka Blog w Polsacie Play, a N1ckola w TV4.

## Produkcje zrealizowane przez A2 Multimedia
- Klatka B – serialowy horror z elementami komedii.
- Waga – serial obyczajowy o dwóch przyjaciółkach – Eli i Monice.
- BEE like Avril Lavigne – serial o 16-letniej Julii kochającej muzykę.
- Pitu Pitu – serial animowany o pewnym małżeństwie.
- N1ckola – polska wersja brytyjskiego serialu sensacyjnego Lonelygirl15.
- Baśka Blog – wideoblog znanej z Klatki B Barbary Kwarc.
- Akademiki 2010 – projekt, w którym biorą udział studenci z różnych miast Polski i nagrywają różne swoje śmieszne sytuacje.
- Nie-zła mama – serial o młodej mamie Ewie, która boryka się z trudnościami wychowywania dziecka.
- Łazienka – serial o nastoletniej Izie, która w łazience zagłębia się w swych marzeniach i problemach.
- Tahor 44 – antyserial o tajemniczym internaucie, który za swą ofiarę objął producentów serialu Łazienka.
- Blog obok – serial o mężczyźnie imieniem Bartek, który podkochuje się w dziewczynie z sąsiedztwa, którą nazywa Luną.